# Caenocara nigricorne
Caenocara nigricorne är en skalbaggsart som beskrevs av Manee 1915. Caenocara nigricorne ingår i släktet Caenocara och familjen trägnagare. Inga underarter finns listade i Catalogue of Life.